# El Marinero
Antonio Ortega Ramírez (bijnaam: El Marinero), (Cádiz, 11 oktober 1857 - aldaar, 15 februari 1910) was een Spaanse torero. Vanaf 1885 was hij officieel stierenvechter in Sevilla en vocht later in Las Ventas, Madrid. Hij trok zich terug uit de arena op 12 augustus 1900 en stierf in zijn geboortestad in 1910.